# Ŭnp'a-gun
Ŭnp'a-gun (koreanska: 은파군) är en kommun i Nordkorea.   Den ligger i provinsen Norra Hwanghae, i den sydvästra delen av landet, 80 km söder om huvudstaden Pyongyang.